# Euphorbia grantii
Euphorbia grantii là một loài thực vật có hoa trong họ Đại kích. Loài này được Oliv. mô tả khoa học đầu tiên năm 1875.